# 李守真
李 守真（り しゅしん、生没年不詳）は、中国唐代の官吏である。

## 略歴
李守真の名前は大陸側の史料には見えず、『日本書紀』の以下の箇所にのみ現れる。
671年（咸亨2年、天智天皇10年1月13日）
同年7月11日
以上の2カ所である。半年間の滞在の間で、具体的にどのような交渉をしたのか、はっきりとしたことは分からない。なお、劉仁願は668年（総章元年）8月に、高句麗戦において、兵を逗留させたため、姚州（雲南省）に流罪にされている。そのため、この時、李守真がいつわって、派遣主として劉仁願の名前をあげた可能性が大きい。
6月4日に百済の三部（みたむら）の使人が要請した軍事についての仰せ言があった、と『書紀』にはあり、2月23日、6月15日と「百済」が調（みつぎ）を献上したとの記述があるため、唐が当時交戦状態にあった新羅対策として、倭（日本）に軍事的な要請をしてきたことが窺われる。
この後、同年11月には郭務悰が大船団を率いて対馬に現れている。天智天皇が崩御したのは、同年の12月3日のことであった。